# Acronicta zielaskowskii
Acronicta zielaskowskii là một loài bướm đêm trong họ Noctuidae.